# SoftLayer
SoftLayer Technologies, Inc. ou SoftLayer est une société de cloud computing américaine fondée en 2005, et rachetée par IBM en 2013. C'est actuellement une division d'IBM chargée du IaaS.
En octobre 2014, IBM annonce avoir ouvert un datacenter en France, en région parisienne.

## Histoire
GI Partners (en) a acheté une majorité des actions de SoftLayer en août 2010.
En novembre 2010, SoftLayer fusionne avec The Planet Internet Services,,,  ce qui permet d'augmenter le nombre de clients en ne gardant que la marque SoftLayer.
Au premier trimestre 2011, la société annonce héberger plus de 81000 serveurs et plus de 26000 clients aux États-Unis.
En juillet 2011, la société annonce son expansion internationale, avec l'ouverture de datacenters à Amsterdam et Singapour. Pour cela, SoftLayer a fait appel à la société Digital Realty. En mai 2015, la société avait ainsi ouvert 23 Data Centers dans 11 pays différents.
Le 4 juin 2013, IBM annonce l'acquisition de SoftLayer dans le but de créer une entité dédiée au cloud computing,. Au moment de son acquisition, SoftLayer était considéré comme l'un des plus grands fournisseurs mondiaux de cloud privé en IaaS.